# Beffroi de Gand

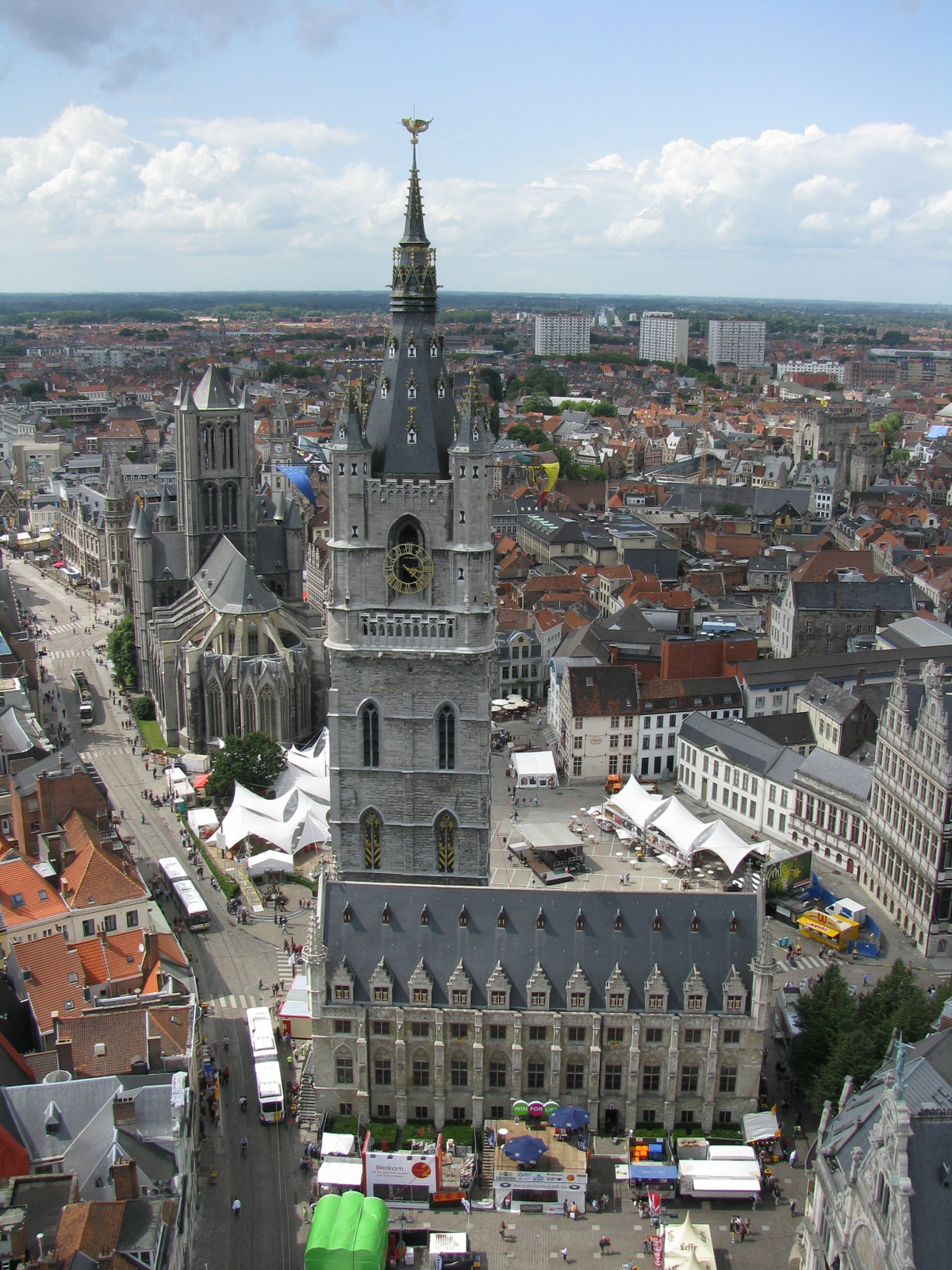
Le beffroi vu du haut du clocher de la cathédrale St.-Bavon. À son pied: la Halle aux Draps.

Le beffroi de Gand (en néerlandais : Belfort van Gent) est un grand beffroi situé au cœur de la ville de Gand, en Belgique. Datant du XIVe siècle, il est l'une des « Trois Tours » (Drie Torens) emblématiques du centre historique de Gand, avec les clochers de la cathédrale Saint-Bavon et de l'église Saint-Nicolas. Sa hauteur est de 95 m. Il est classé au patrimoine mondial de l'UNESCO, dans une liste de cinquante-six beffrois de Belgique et de France, dont il est l'un des plus importants.
La construction du beffroi a commencé au début du XIVe siècle, probablement en 1314. Le projet de tour de l'architecte Jan van Haelst du début du XIVe siècle, qui nous est parvenu, en constitue probablement le plan originel. En 1338, alors que quatre niveaux étaient construits, y compris une ébauche des quatre tourelles d’angle, les travaux de construction furent soudainement arrêtés, et la tour fut couronnée à la fin du XIVe siècle par une structure (provisoire) en bois, sur laquelle fut fixé le légendaire dragon gantois, réalisé en 1377, faisant office de girouette. Après un remaniement en 1771, le comble en bois fut remplacé en 1851 par une flèche néogothique en fonte, selon les dessins de Louis Roelandt, alors architecte officiel de la municipalité gantoise. Enfin, en 1911, la flèche fut remplacée à nouveau, sous la direction de l’architecte Vaerwijck, par la superstructure actuelle, en s'inspirant de la forme gothique originale du XIVe siècle.
Le beffroi renferme un ensemble de cloches, dont les plus grosses sont suspendues au 3e étage, en particulier la célèbre « Klokke Roeland », sujet de chansons populaires. La première cloche Roland datait du XIVe siècle. Charles Quint la fit casser et sonner ainsi fêlée, afin qu'un son rauque et désagréable rappelle aux habitants la punition de leur révolte. Elle est refondue en 1659 et remplacée par la « Triomphante ». Celle-ci, décrochée à son tour et reposant à présent sur la place Braun, au pied du beffroi, fut remplacée par la cloche actuelle, de 1948, pesant plus de six tonnes. Les 45 autres cloches du carillon, plus petites, fabriquées en 1659 par les frères Pierre et François Hemony, fondeurs lorrains établis alors à Zutphen (prov. de Gueldre, Pays-Bas), sont logées au 5e étage. Le clavier du carillon se trouve au 4e étage, ainsi que le mécanisme de l’horloge.

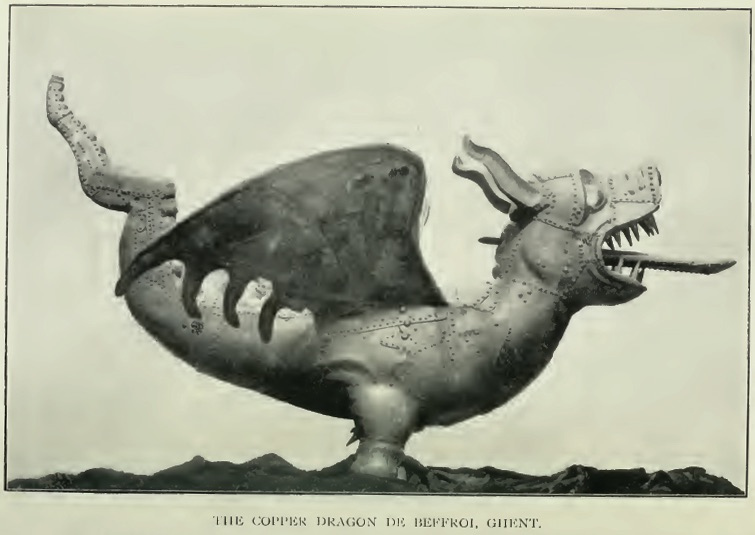
L'ancien dragon du beffroi, long de 3.55 m, construit en 1377 en plaques de cuivre doré. Il a survécu durant des siècles au sommet de la tour, replacé à plusieurs reprises, et servant de girouette.

Les restants de l’ancien dragon datant de 1377 qui ornait autrefois la flèche du beffroi, assez atteint par la corrosion, sont conservés dans une salle voûtée du rez-de-chaussée. Ce dragon a été remplacé au sommet du beffroi par un nouvel exemplaire en cuivre doré identique, d'une longueur de 3,55 m. C’est également dans ce rez-de-chaussée, plus exactement dans une pièce contiguë à la salle voûtée, sorte de cache découverte il y a quelques années par les services archéologiques de la municipalité, et qui ne prend jour que par une menue fenêtre grillagée, que fort probablement furent jadis gardées les chartes de privilèges de la ville de Gand.
Au beffroi est accolée la Halle aux Draps (néerl. Lakenhalle), bâtiment gothique érigé entre 1425 et 1441, et achevé en 1903. Cet édifice comprend : un entresol, aménagé en restaurant, s’appuyant sur 20 colonnes, dont 8 ont appartenu à un bâtiment du XIVe siècle qui se trouvait à cet endroit ; la halle proprement dite, avec une cheminée à l’âtre du XVe siècle et des peintures murales de 1903 ; enfin, au 2e étage, la salle d’armes, ornée de nombreux portraits, où siège, depuis sa fondation en 1613, la guilde de saint Michel.

## Références

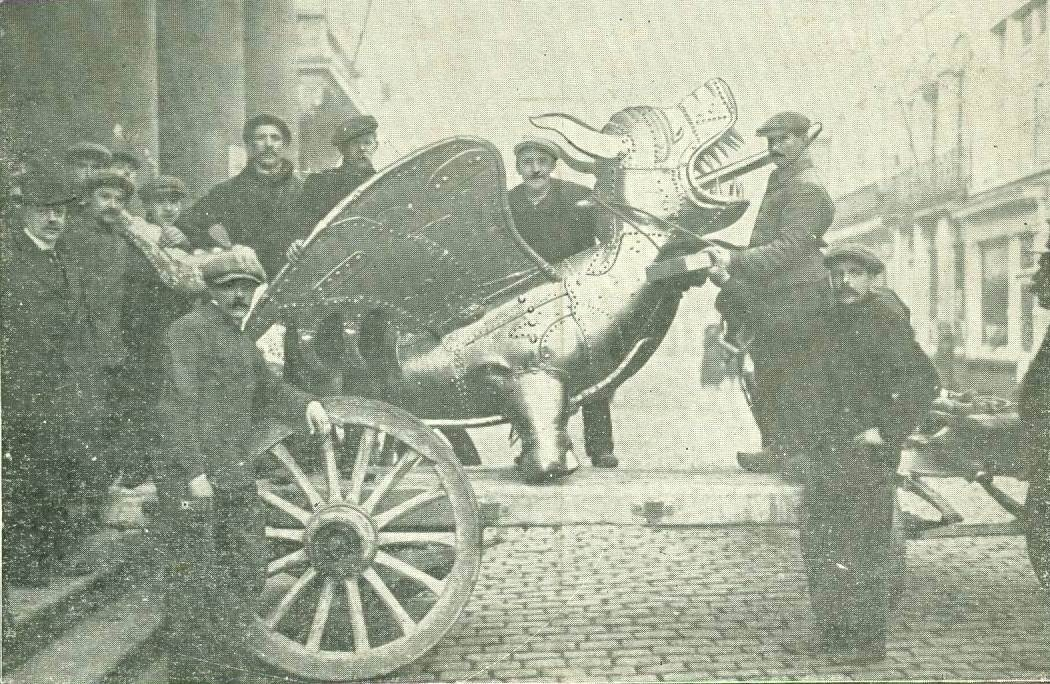
Dépose du Dragon du Beffroi.